# Сесил-Бишоп (Пенсилванија)
Сесил-Бишоп (енгл. Cecil-Bishop) насељено је место без административног статуса у америчкој савезној држави Пенсилванија.

## Демографија
По попису из 2010. године број становника је 2.476, што је 109 (-4,2%) становника мање него 2000. године.
| Група             | 2000.         | 2010.         |
| Белци             | 2.539 (98,2%) | 2.406 (97,2%) |
| Афроамериканци    | 8 (0,3%)      | 25 (1,0%)     |
| Азијати           | 6 (0,2%)      | 8 (0,3%)      |
| Хиспаноамериканци | 19 (0,7%)     | 18 (0,7%)     |
| Укупно            | 2.585         | 2.476         |